# Ханґутала
Хнкаван (вірм. Խնկավան) — село у Мартакертському районі Нагірно-Карабаської Республіки. Село розташоване за 42 км на захід від міста Мартакерта, за 3 км на південь від траси Мартакерт — Дрмбон — Карвачар — Варденіс — Єреван. За 2 км на схід розташоване село Вахуас, а за 3 км на північ розташоване село Ґетаван, яке розташоване на перехресті доріг та на річці Трту.